# 홍태용
홍태용(洪泰龍, 1965년 3월 23일~)는 대한민국의 의사, 정치인이다. 민선 8기 김해시장이다.

## 학력
- 김해합성국민학교 졸업
- 김해중학교 졸업
- 김해고등학교 졸업
- 인제대학교 의학과 학사
- 인제대학교 대학원 의학 석사
- 인제대학교 대학원 의학 박사

## 생애 / 정치 경력
1965년 3월 23일 경상남도 김해군 김해읍 서상리(현 김해시 서상동)에서 태어났다. 김해합성초등학교, 김해중학교, 김해고등학교, 인제대학교 의과대학 의학과를 졸업한 뒤 1994년 4월 23일부터 1997년 4월 25일까지 공중보건의사로 대체복무하여 공군 대위로 소집해제되었다.
이후 의사로 활동하였고 개원하여 김해한솔병원 원장을 지냈다. 또한 인제대학교 의과대학 외래교수를 겸하였다. 또한 2002년 2월 인제대학교 대학원에서 마취과학 전공으로 의학 석사 학위를 취득했고, 이후 인제대학교 대학원에서 신경과학 전공으로 의학 박사 과정을 수료하였다.
2010년 제5회 전국동시지방선거에서 한나라당 후보로 경상남도의회 김해시 제6선거구에 출마하였으나 민주노동당 이천기 후보에게 밀려 낙선했다.
2016년 제20대 국회의원 선거에서 새누리당 후보로 경상남도 김해시 갑 선거구에 출마했으나 더불어민주당 민홍철 후보에 밀려 낙선했다.
2017년 자유한국당을 탈당해 바른정당에 합류하였으나 그해 다시 복당하였다.
2020년 제21대 국회의원 선거에서 미래통합당 후보로 경상남도 김해시 갑 선거구에 출마해 더불어민주당 민홍철 후보와 리턴매치를 벌였으나 또 다시 패해 낙선했다.
2022년 제8회 전국동시지방선거에서 국민의힘 후보로 경상남도 김해시장에 출마를 선언하였고 현직 시장인 더불어민주당 허성곤 후보를 14.59%p 격차로 이겨 당선됐다. 동시에 2010년 제5회 전국동시지방선거 이후로 친노가 우세했던 지역인 김해를 12년만에 보수정당이 시장 자리를 탈환했으며 본인도 정계 입문 이후 12년만에 처음으로 선거에서 당선되었다.
2024년 5월 12일에 경로잔치 행사에 참석했는데, 행사 중에서 쓰러진 시민을 목격하고 응급처치를 도왔고 쓰러진 시민은 무사히 퇴원했다고 한다. 의사 출신이었던 시장이 마침 가까이 있어 빠르게 응급처치를 할 수 있었다고 한다.

https://n.news.naver.com/article/001/0014682784?cds=news_edit
2024년 김해시에서 개최된 제105회 전국체육대회, 동아시아문화도시 행사, 김해방문의 해 등 3대 메가 이벤트를 성공적으로 이끌어 내었다. 이로인해 약 1조 1,095억 원의 경제효과와 1만 3,204명의 고용 유발 효과를 달성하며, 김해시의 발전과 도시브랜드 강화에 크게 기여하였다.

https://n.news.naver.com/article/082/0001306609?sid=102
같은 해 교육부가 주관하는 비수도권 대학 30곳을 글로컬대학 30으로 지정해 1,000억 원을 지원하는 정책 사업에 재도전 끝에 선정되어 지역 발전과 청년 정착에 기반을 마련하였고,

http://m.newsmaker.or.kr/news/articleView.html?idxno=155507
가야고분군 세계유산을 체계적으로 보존하고 관리하기 위한 통합관리기구의 설립지가 김해로 확정되는 등 굵직한 성과를 거두었다.

https://n.news.naver.com/article/001/0015126559?sid=102
이러한 성과들은 홍태용 시장의 리더십과 김해시의 지속적인 노력의 결과로 평가받고 있다.

## 전과
- 건축법위반 - 벌금 1,000,000원 - 2006년 9월 13일 선고[1]

## 논란
본인의 유튜브 채널인 홍태용TV에서 "코로나바이러스-19는 26~27도의 낮은 온도에서도 죽기 때문에 뜨거운 물을 자주 마시고 햇볕을 자주 쏘이는 것이 예방에 효과적이다."는 잘못된 정보를 전달하여 논란이 되었다. 이에 방송 토론회에서 더불어민주당 민홍철 후보로부터 이 문제를 지적당했는데 홍태용은 "사과는 아니고 해명을 하겠다."고 하며 "이번 신종 코로나 바이러스는 기존 코로나 바이러스에서 변종된 것이다. 그래서 변종 코로나 바이러스에 대한 자료가 많이 축적돼 있지 않다. 때문에 기존의 코로나 바이러스에 대한 자료를 활용할 수 밖에 없다. 그래서 일반적으로 감기를 일으키는 코로나 바이러스는 기온이 올라가거나 일교차가 줄어들면 바이러스의 활동력이 떨어지는 것으로 돼 있다. 전혀 근거가 없는 가짜뉴스는 아니다."고 밝혔다.

## 역대 선거 결과
|  | 44.87% |

|  | 39.48% |

|  | 45.08% |

|  | 57.29% |